# علی لطیفی
علی لطیفی (زادهٔ ۱۳ فروردین ۱۳۵۴) بازیکن سابق و مربی فوتبال اهل ایران است.

## دوران حرفه‌ای
وی در تیم‌های بهمن کرج، استقلال تهران، پاس تهران، آدمیرا واکر، پیکان و ابومسلم مشهد سابقه بازی دارد. لطیفی یکی از بازیکنان اعزامی تیم ملی ایران به جام جهانی ۱۹۹۸ فرانسه بود.
او در لیگ چهاردهم به عنوان دستیار حمید استیلی در تیم راه آهن مشغول به کار بود تا این که در تاریخ سوم دی ماه ۱۳۹۳ به عنوان سرمربی تیم راه آهن انتخاب شد. وی در سال ۱۳۹۴ سرمربی تیم تازه تأسیس گل ریحان البرز شد.

## تحریم صداوسیما
او در تاریخ ۲۹ آبان ۱۴۰۱ در بحبوحه اعتراضات ۱۴۰۱ ایران در برنامه‌ای تلویزیونی ضمن اعلام همبستگی با مردم ایران اعلام کرد که دیگر در صداوسیما حضور نخواهد داشت.

## افتخارات

### به عنوان بازیکن

##### بهمن
- جام حذفی تهران: ۱۳۷۳
- جام حذفی ایران: ۱۳۷۳
- جام میلز هندوستان: ۱۳۷۳

##### استقلال
- جام حذفی ایران: ۱۳۷۹